# McNaughton River
Der McNaughton River  ist ein 210 km langer Zufluss des Arktischen Ozeans im kanadischen Territorium Nunavut.

## Flusslauf
Das Quellgebiet des McNaughton River befindet sich 6 km westlich des Joe Lake auf einer Höhe von etwa 175 m. Er fließt anfangs in nordnordöstlicher Richtung durch die Tundralandschaft des Kanadischen Schildes. Unterhalb von Flusskilometer 183 befinden sich zwei namenlose größere Seen am Flusslauf. Bei Flusskilometer 145 wendet sich der McNaughton River nach Norden. Zwischen den Flusskilometern 73 und 51 befindet sich der große McNaughton Lake am Flusslauf. 9,5 km oberhalb der Mündung zweigt ein größerer knapp 10 km langer rechter Mündungsarm ab. Der McNaughton River mündet schließlich in die McLoughlin Bay im äußersten Südosten des Queen Maud Gulf.

## Einzugsgebiet
Das Einzugsgebiet des McNaughton River liegt mit Ausnahme der im äußersten Süden gelegenen Quellregion des McNaughton River innerhalb des Vogelschutzgebietes Ahiak Migratory Bird Sanctuary. Das Einzugsgebiet des McNaughton River hat die Gestalt eines schmalen Schlauchs. Im Osten grenzt es an das des Kaleet River, im Süden an das des Back River sowie im Südwesten an das des Simpson River.